# Georges Jacques Danton
Georges Jacques Danton (Arcis-sur-Aube, 26 ottobre 1759 – Parigi, 5 aprile 1794) è stato un politico e rivoluzionario francese.
Ministro della Giustizia dopo gli avvenimenti del 10 agosto 1792, deputato della Convenzione nazionale, primo presidente del Comitato di salute pubblica, è tra i maggiori protagonisti della Rivoluzione francese. Anche se la parte da lui avuta nel primo periodo della Rivoluzione è relativamente modesta, fu tra i promotori del rovesciamento della monarchia e dell'instaurazione della Repubblica.
Fu ghigliottinato sotto il Regime del Terrore su pressione del Comitato di salute pubblica. Tra le molteplici imputazioni che gli furono mosse, il Comitato e il Tribunale rivoluzionario dettero particolare rilievo a un presunto e mai accertato appoggio del piano di Dumouriez, che intendeva marciare su Parigi e restaurare la monarchia, e alle richieste di armistizio con gli Stati stranieri aggressori della Francia e di pacificazione con gli insorti vandeani, comportamenti giudicati controrivoluzionari.

## Biografia

### La formazione
Il padre di Georges Jacques fu Jacques Danton (1722-1762), figlio di un agiato contadino di Plancy, da dove si era trasferito alla fine del 1749 (o all'inizio dell'anno successivo) ad Arcis-sur-Aube, dopo che il suocero gli ebbe ceduto il suo posto di usciere. A Plancy, Jacques abbandonò presto lo studio ricevuto per rilevarne uno di procuratore ad Arcis. Sposatosi nel 1746, perdette prematuramente tutti i cinque figli avuti da Marie-Jeanne-Bestelot: rimasto vedovo nel 1753, l'anno dopo sposò Jeanne-Madeleine Camut (1729-1813), figlia di un carpentiere. Georges Jacques fu il loro quinto figlio - in sette anni la coppia ebbe sette figli - finché il 24 febbraio 1762 il padre morì e Madeleine Camut si prese cura dei sette orfani e si risposò nel 1770 con un filatore di cotone e mercante di granaglie, Jean Recordain, dal quale avrà altri quattro figli.
Georges Jacques era un bambino vivace e robusto, che amava poco la scuola e preferiva le lunghe scorribande nella vicina campagna e i tuffi e le nuotate nell'Aube: a un anno, era stato ferito da un toro a un labbro, incidente che gli lasciò una vistosa cicatrice, pochi anni dopo un altro colpo di zoccolo gli ruppe il naso, mentre il vaiolo gli lasciò ampie tracce sul volto: adulto, la bruttezza del volto dall'espressione mutevole, la statura imponente, gli ampi gesti delle braccia e la voce tonante aggiungeranno un vivo fascino alla minacciosa e incisiva eloquenza dei suoi discorsi dalla tribuna della Convenzione.
Per volere dello zio curato, nel 1772 lasciò la scuola di Arcis-sur-Aube per il seminario di Troyes dove studiò fino alla classe di retorica e, dal 1775, seguì i corsi del locale collegio degli Oratoriani, dove si legò d'amicizia con Jules François Paré ed Edme-Bonaventure Courtois che gli rimasero fedeli per tutta la vita.
Non fu un allievo brillante, ma il suo profitto fu comunque buono: studiò i classici greci e romani e, per proprio conto, autori proibiti come Rabelais e Montaigne e anche un poco di inglese e di italiano. Allo scritto faceva molta fatica a causa di un problema di dislessia, ma in compenso era dotato di un'ottima oratoria, come dimostrava declamando davanti ai compagni e ai professori i testi di Cicerone. Imparò bene il latino e si interessò alla storia, apprezzando in particolare la Roma repubblicana. Ottenne il premio di latino al termine del secondo anno passato presso gli Oratoriani.
Anche la monarchia lo affascinava: quando ci fu la solenne incoronazione di Luigi XVI a re di Francia, nel 1775, Danton si recò di nascosto a Reims, dove vide il sovrano benedire gli ammalati all'uscita della cattedrale.
Conclusi gli studi con la valutazione di insignis e deciso a percorrere la carriera forense, nella primavera del 1780 partì per Parigi per fare pratica legale nello studio dell'avvocato Jean-Baptiste François Vinot. Questi gli fornì vitto e alloggio sull'Île Saint-Louis. Danton poté così venire in contatto con il mondo della giustizia parigina, assistendo ai processi civili di cui si occupava lo studio di Vinot. Si trattava per lo più di casi di malversazione e contenziosi che riguardavano esponenti della nobiltà. Il giovane ebbe quindi la possibilità di imparare il mestiere, ascoltando le arringhe degli avvocati più famosi del tempo.
Anche a Parigi amava tuffarsi nel fiume per nuotare. Gli amici, incuriositi, lo guardavano attraversare la Senna. Si dice che un giorno, alzando gli occhi verso la Bastiglia, affermasse: «Quando la vedremo abbattuta? Quel giorno, le darò una fiera picconata». Intanto, su richiesta della madre, aveva fatto la conoscenza di una giovane donna di Troyes, lontana parente della famiglia, che abitava nei pressi delle Halles. Con Françoise-Julie Duhauttoir intrecciò un'intima amicizia, ma presto ogni ipotesi matrimoniale naufragò perché la Duhauttoir decise di concedere la mano all'avvocato Huet de Paisy.
Nel 1784 otteneva dalla Facoltà di diritto di Reims - si trattava allora di una mera formalità - la licenza a esercitare la professione. Aperto uno studio in rue des Mauvaises-Paroles, la mancanza di clienti lo spingeva a chiedere denaro alla famiglia e a passare il lungo tempo libero alla lettura dell'Encyclopédie e alla frequentazione dei cafés, dove si giocava e si commentavano le notizie del giorno. In uno di questi locali, il Café Parnasse in place de l'École, a Saint-Germain, conobbe la figlia del proprietario Antoinette-Gabrielle Charpentier.

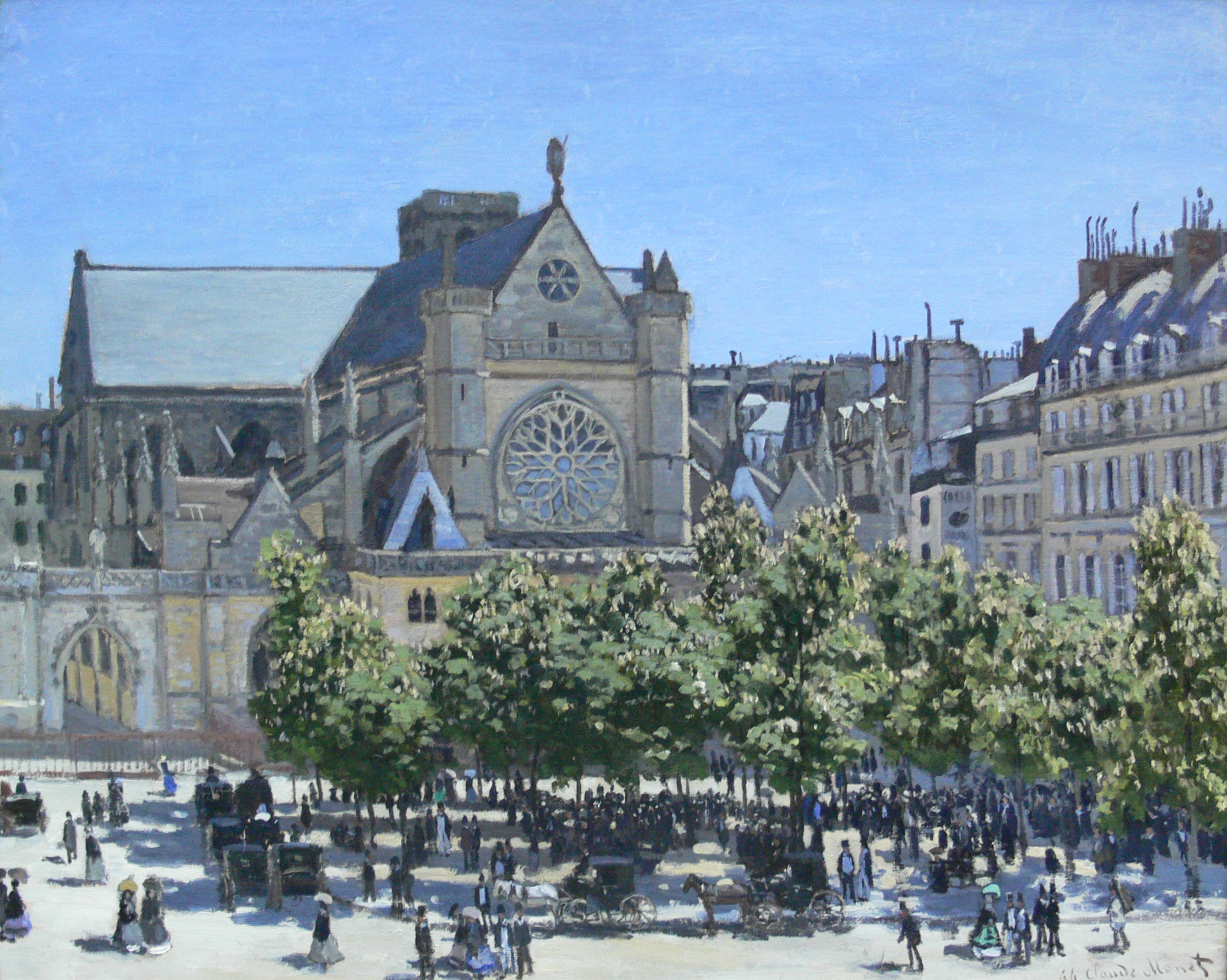
Monet: la chiesa di Saint-Germain

Il padre, Jérôme-François Charpentier, era un borghese benestante che esercitava anche la lucrosa carica di controllore delle imposte, intratteneva importanti relazioni e riceveva scrittori come Fontanes e la moglie Adélaïde Dufresnoy, conosciuta anche da Danton. Uno dei figli Charpentier, Jérôme, sposerà nel 1793 Marie-Constance Blondelu, una brillante pittrice allieva di Jacques-Louis David, che ritrarrà diversi membri delle famiglie Danton e Charpentier.
Ottenuta la mano di Antoinette e raggiunto un accordo sulla dote, l'importante somma di 20.000 lire, anche con il sostegno delle sue zie materne, il 29 marzo 1787 Danton comprò - come nell'Ancien Régime era legale possibilità - la carica di avvocato ai Consigli del re dall'avvocato Huet de Paisy per la somma di 78.000 lire, così che il 12 giugno un decreto di Luigi XVI poteva attestare l'elargizione «al caro e amato signor Georges Jacques Danton» della carica, e il 14 giugno Georges Jacques e Antoinette Charpentier si sposavano nella chiesa di Saint-Germain-l'Auxerrois, alla presenza della madre e di uno stuolo di parenti giunti da Arcis.
I suoi nuovi colleghi, al Consiglio, erano in maggioranza ancora legati alla tradizione, e rifiutavano le idee liberali che si andavano diffondendo e che lo stesso Danton sentiva come proprie. I membri del Consiglio decisero di metterlo subito alla prova, chiedendogli di presentare un discorso in latino sulla situazione morale e politica in Francia nei suoi rapporti con la giustizia. Conscio della trappola, Danton si mantenne cauto, impressionando per le proprie capacità in latino, ma segnalò la necessità di tassare la nobiltà e il clero per far fronte alla grave situazione interna e al malcontento popolare.
Danton aprì un nuovo studio al numero 1 della Cour du Commerce, sulla rive gauche, dove oggi una statua ricorda il rivoluzionario. Credette di dover adeguare il proprio nome all'importanza della carica «nobilitandolo» in d'Anton: del resto, doveva mettersi almeno alla pari dei suoi clienti, tra i quali si trovavano diversi nobili o richiedenti patenti di nobiltà. Si sa che dal 1787 al 1790 si occupò di almeno ventidue processi, in gran parte con successo. La vita della famiglia Danton sembrava così avviata a un sereno sviluppo segnato da un tranquillo benessere: nel 1788 era nato il primo figlio, François (1788-1789) e ne seguiranno altri due, Antoine (1790–1858) e François Georges (1792–1848). Ma in Francia covavano grandi rivolgimenti che segneranno tragicamente tante esistenze e cancelleranno per sempre il decrepito mondo dell'Ancien Régime.

### I prodromi della Rivoluzione

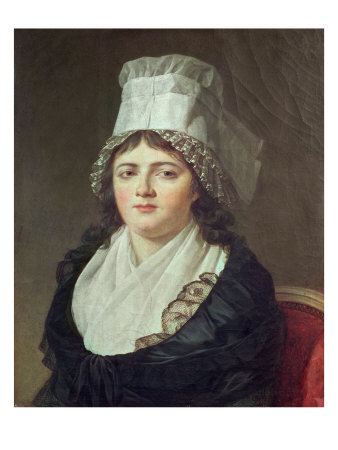
Jacques-Louis DavidAntoinette
Gabrielle Charpentier

Al Café Parnasse, il locale della rive droite in cui aveva conosciuto la moglie, Danton era diventato intimo amico di Camille Desmoulins, che i coniugi invitavano spesso nell'abitazione della Cour de Commerce, dove convenivano intellettuali come Fabre d'Églantine o vecchie conoscenze come l'avvocato Jules François Paré. Danton condivideva le idee liberali dei suoi amici, e avvertiva la contraddizione della sua posizione alle dipendenze del re, ma il lavoro gli era necessario, dovendo mantenere una famiglia e restituire i prestiti con cui aveva coperto le spese per il matrimonio.
Intanto, tuttavia, cominciava a frequentare ambienti sovversivi, tra cui il Palais-Royal e l'ex convento dei Cordiglieri, già sede di uno dei 60 distretti elettorali nei quali era stata divisa la città di Parigi e ora luogo di riunione dei rivoluzionari più decisi, ritrovo quotidiano di intellettuali, borghesi e popolani che nel refettorio del vecchio convento, in un'atmosfera infuocata, invocavano a gran voce la libertà e la fine dell'assolutismo.
I distretti, in gran parte, non si erano sciolti dopo la conclusione delle elezioni dei deputati agli Stati Generali, ma costituirono il nucleo di quel potere popolare che costituisce l'elemento politicamente innovativo della Rivoluzione francese. Il 25 giugno i 407 elettori parigini che avevano scelto i deputati, si erano riuniti per costituire una specie di municipalità ufficiosa e alternativa a quella esistente; lo stesso avveniva in molti altri comuni francesi, dove il potere locale passava di fatto dal vecchio notabilato nobiliare a rappresentanti della piccola e media borghesia, e in altre si era creato un dualismo di potere. Mentre osservavano quanto accadeva a Versailles, i nuovi poteri municipali reagivano alla crisi economica provocata dalla carestia e dall'aumento dei prezzi decretando requisizioni, regolamentando il commercio dei grani, imponendo diminuzione dei prezzi e costituendo corpi di guardie nazionali.
Il distretto dei Cordiglieri accoglieva, oltre Danton, l'avvocato e pubblicista Camille Desmoulins, i poeti Fabre d'Églantine e André Chénier, Louis Fréron, Louis Legendre, Antoine Simon, Marat, Collot d'Herbois, Billaud-Varenne, il futuro maresciallo dell'Impero Brune, allora giornalista. Rappresentava il luogo di convegno dei rivoluzionari più radicali, aveva una stamperia gestita da Antoine-François Momoro, dove si pubblicavano opuscoli e giornali - il Journal de la Cour et de la Ville di Brune, l'Ami du peuple di Marat, le Révolutions de Paris di Loustalot, Les Révolutions de France et de Brabant di Desmoulins – e si era data una struttura eleggendo a proprio presidente lo stesso Danton.

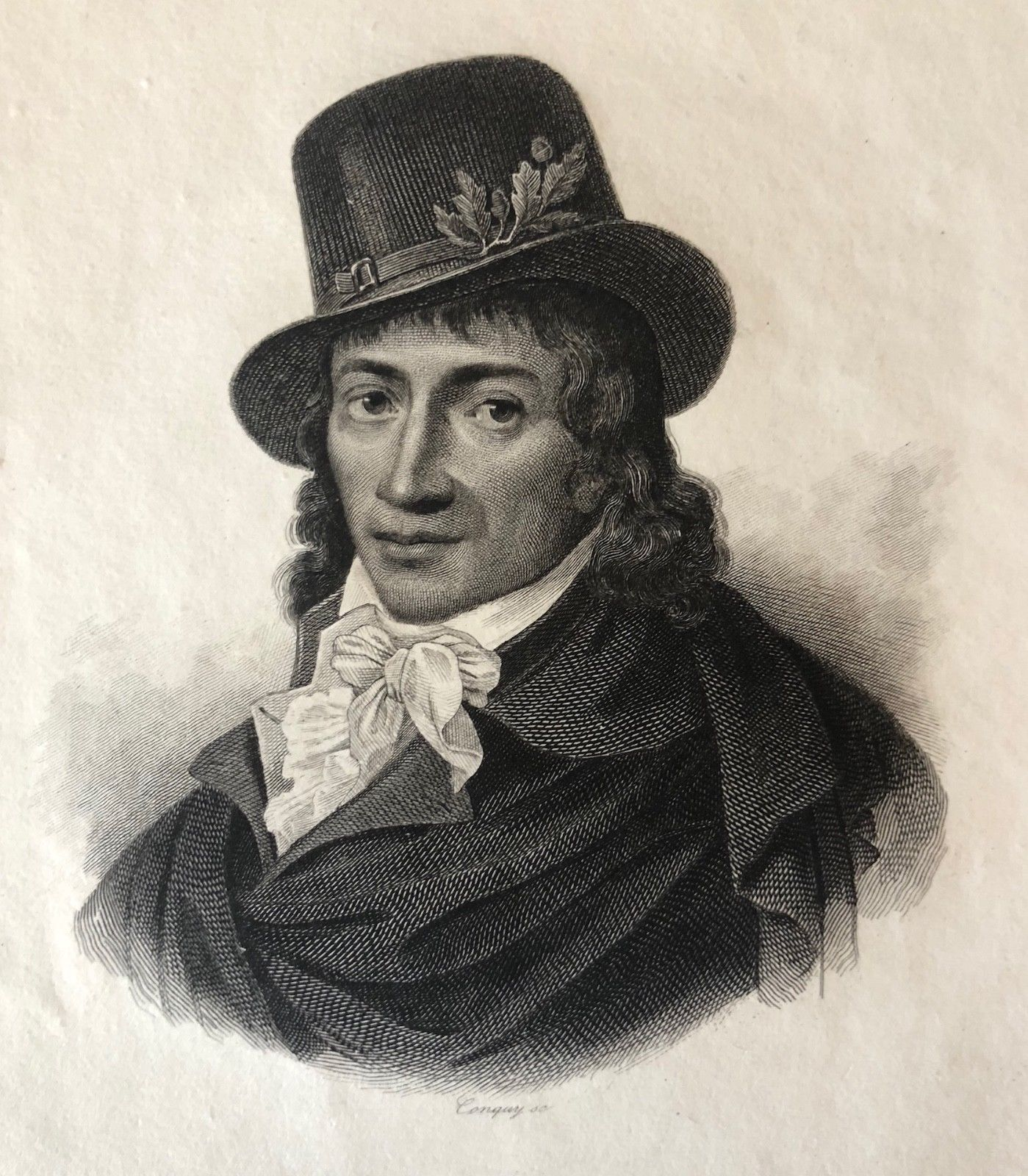
Camille Desmoulins

Non solo nel refettorio dei Cordiglieri, tuttavia, Danton aveva cominciato l'azione rivoluzionaria. Il duca Filippo d'Orléans, cugino del re, trasformò i giardini del Palais-Royal, la sua residenza, in uno spazio aperto pieno di locali e boutique, in modo da attrarvi la popolazione parigina e segnalare la propria adesione ai fermenti rivoluzionari che prendevano sempre più piede in città e nelle province. Nei mesi precedenti la presa della Bastiglia, una grande folla si recava quotidianamente ai giardini, dove chiunque poteva salire su un tavolo e improvvisare un discorso pubblico, il cui tono era generalmente molto acceso e declamatorio. Danton capì di avere la possibilità di mettere a frutto la propria voce stentorea e il proprio fisico imponente. I suoi frequenti sermoni, impreziositi dalla notevole capacità oratoria, suscitavano gli applausi dei presenti.
Per Danton, come per Desmoulins, per gli intellettuali e i borghesi ribelli, era inoltre d'obbligo entrare nella Massoneria. Il giovane avvocato si affiliò alla loggia «Les Neuf Sœurs» (Le nove sorelle), a cui era appartenuto Voltaire e che adesso annoverava tra i suoi membri il filosofo Condorcet e l'abate Sieyès.
Danton aveva quindi deciso di lanciarsi nella mischia: ai Cordiglieri pronunciava discorsi quotidiani, guadagnando presto una posizione preminente. Alla vigilia della Rivoluzione fu però colpito da un lutto: il figlio François morì il 24 aprile. Ritornò per un periodo ad Arcis, dove volle seppellire il piccolo. Rimase nella località natìa alcune settimane, in preda ad un forte dolore, prima di tornare a Parigi.

### La Rivoluzione: i primi mesi
(Georges Jacques Danton)
Si dice che la sera del 13 luglio 1789 l'avvocato Christophe Lavaux, entrato nel refettorio dei Cordiglieri, vide il suo collega Danton, da lui fino ad allora ritenuto un rispettabile «uomo d'ordine» che, in piedi su di un tavolo, arringava i suoi ascoltatori esortandoli alle armi per respingere le mire del dispotismo tendenti a schiacciare le legittime rivendicazioni del popolo francese. Sarebbe questa la prima testimonianza di un Danton ormai votato ai destini della Rivoluzione.
Il 14 luglio Danton non prese direttamente parte agli eventi accaduti alla prigione della Bastiglia, che capitolò nel pomeriggio. Volendo dimostrare il proprio sostegno all'assedio popolare, il giorno seguente si recò alla Bastiglia in serata per accertarsi che tutti i prigionieri fossero stati liberati e tentare di assumerne il controllo, ufficialmente delegato alla Guardia Nazionale di La Fayette. Con indosso l'uniforme militare acquistata la settimana prima - l'uniforme dei neonati Cordiglieri -, Danton lasciò in serata il Café Procope accompagnato da una dozzina di Cordiglieri. Lungo la strada una massa considerevole di persone si unì a loro. Giunto sul posto, fu fermato dal neo-governatore della fortezza. Danton gli intimò di mostragli dove fossero gli ordini scritti, poi lo arrestò e lo condusse con la forza verso la Comune appena formatasi, dove il presidente moderato Jean Sylvain Bailly disapprovò il gesto di violenza e rimandò l'ufficiale alla Bastiglia, chiedendo scusa per il trattamento che aveva dovuto subire.
Era il primo scontro tra il distretto dei Cordiglieri e la Comune provvisoria, in un rapporto che si fece presto molto difficile: Bailly aveva invitato ciascun distretto ad approvare senza indugio il suo piano di riorganizzazione della Comune. I Cordiglieri respinsero il piano di Bailly, chiedendo che fosse l'intera Assemblea dei distretti a esaminarlo ed eventualmente approvarlo, denunciando il comportamento del sindaco che si arrogava poteri che non gli spettavano. L'Hôtel de Ville reagì organizzando una campagna di denigrazione contro i Cordiglieri più in vista e in particolare contro Danton, che era stato eletto all'unanimità presidente del distretto: fu indicato ora al soldo del duca d'Orléans, ora di Pitt, ora della Corte stessa, ora una marionetta nelle mani di Mirabeau, o ancora di aver comprato la nomina di presidente.

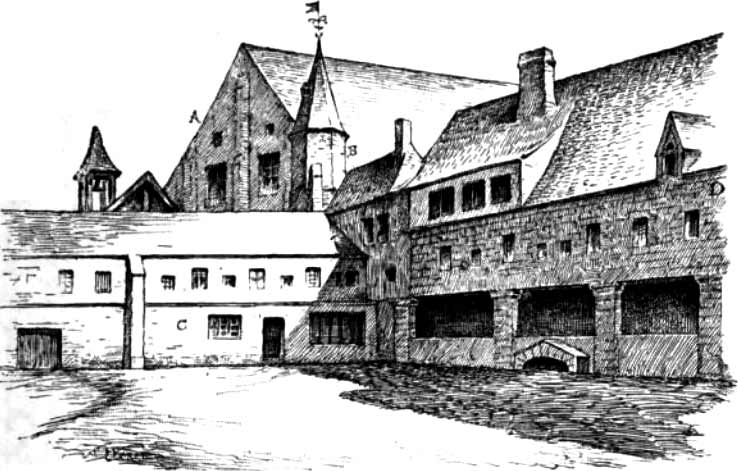
Il convento dei Cordiglieri

La replica di Danton consistette nel tentare di farsi eleggere rappresentante del distretto al Comune e nel difendere Marat che, con i suoi attacchi giornalistici contro il sindaco, aveva provocato la reazione di Bailly: l'8 ottobre, il suo tentativo di far arrestare l'«Amico del popolo» andò a vuoto per la fuga di Marat, protetto da Danton. La vicenda, da affare Marat, si trasformò ben presto in un affare Danton, dalla quale il tribunale dello Châtelet, che aveva emesso il decreto di arresto, ne uscì squalificato in quanto accusato di attentato alle libertà civili: il suo decreto fu annullato e il prestigio e la fama di Danton s'imposero negli ambienti rivoluzionari della capitale.
Nel frattempo, le giornate di ottobre avevano visto una serie di manifestazioni reazionarie che chiamavano Danton e gli altri capi della Rivoluzione a reagire. Inoltre, si andava diffondendo la paura, alimentata da Marat, di una fuga del re. Questi, in ogni caso, aveva richiamato il suo reggimento dalle Fiandre, per rinforzare la propria guardia personale. Si creò quindi la necessità di portare il sovrano a Parigi, in modo da poter controllare meglio le sue eventuali mosse.
Danton guidò il distretto nella preparazione di una grande marcia su Versailles. I muri delle case vennero tappezzati di manifesti che incitavano a raggiungere la reggia. Il 5 ottobre, prima che sorgesse il sole, migliaia di donne partirono in testa al gruppo, seguite da una fiumana popolare che Danton aveva chiamato a raccolta facendo suonare la campana a martello dei Cordiglieri. Il secondo gruppo continuò solo fino a metà strada, lasciando avanzare le donne da sole. La spedizione si concluse con il ritorno forzato di Luigi in città.

### La popolarità crescente
Intanto, erano stati soppressi i vecchi distretti elettorali, sostituiti da 48 sezioni: il distretto dei Cordiglieri, accorpato con quello di Saint-André-des-Arcs, divenne la sezione del Teatro Francese. Di conseguenza, Danton e i rivoluzionari più attivi del vecchio distretto fondarono, il 27 aprile 1790, il Club dei Cordiglieri, ovvero la Société des Amis des droits de l'homme et du citoyen, continuando a riunirsi nell'antico convento. Sfrattati in un primo tempo dal sindaco Bailly, tennero le sedute in rue Dauphine ma tornarono poi a riunirsi nella vecchia sede.
La popolarità dell'oratore di Arcis continuava a crescere: Danton era ormai uno dei protagonisti della Rivoluzione. Leader dei Cordiglieri, stimò opportuno farsi eleggere alla Comune per dare un valore anche istituzionale al carisma di cui godeva presso i radicali e il popolo parigino. L'ostilità di Bailly, tuttavia, vanificò le sue speranze. Il sindaco aveva infatti determinato che i deputati eletti in una sezione dovevano essere approvati da tutte le altre. Siccome gli strati più umili della popolazione non avevano accesso al voto e la classe media, che componeva in gran parte le sezioni, guardava a Danton con diffidenza, l'ampio consenso ricevuto al Teatro Francese si rivelò inutile: 42 sezioni si espressero contro la sua elezione. Così, sui 144 deputati eletti, Danton fu l'unico ad essere ostracizzato.
Deluso, continuò comunque per la sua strada: convinto che le varie forze in campo dovessero unirsi, cominciò a frequentare anche il Club dei Giacobini o Société des amis de la Constitution che dal novembre del 1789 si riuniva in rue Saint-Honoré nella sede di un antico convento domenicano.
Reagì con indignazione alla notizia della fuga del re, il 21 giugno 1791: salito nel pomeriggio dello stesso giorno sulla tribuna dei Giacobini, Danton si scagliò contro La Fayette, giudicato responsabile della fuga del sovrano. Al Maneggio, avanzò l'ipotesi che la Francia diventasse una Repubblica, scontrandosi però con la diffidenza generale e con la replica di Robespierre: « Che cos'è la Repubblica? ». In effetti, pochi avevano una nozione di questa forma di governo, e l'unico modello, conosciuto più che altro per sentito dire, era quello americano.
Alla riunione successiva, l'Assemblea ignorò la proposta di Danton. Il ritorno del re a Parigi semplificava le cose, e piuttosto che rischiare un intervento dell'Austria e della Prussia, i deputati preferirono lasciare Luigi sul trono, limitandosi a sospenderne le funzioni.

### Il massacro del Campo di Marte e l'entrata in guerra

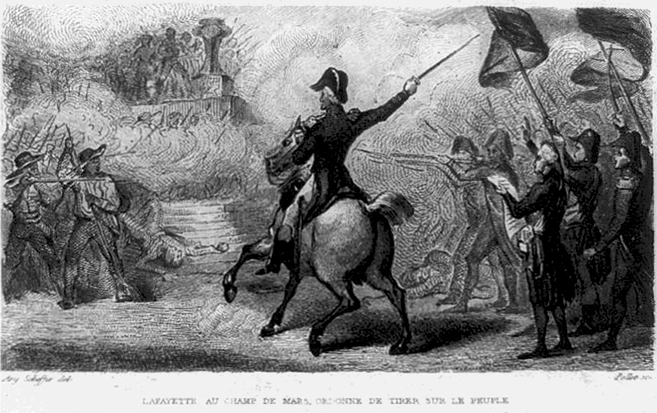
Il massacro del Campo di Marte in un disegno di Ary Scheffer

L'Assemblea era andata più in là: oltre a non detronizzare Luigi, aveva prudentemente stabilito che le colpe della fuga non ricadevano su di lui, ma sui suoi consiglieri. Danton non poteva accettare questa decisione: l'ultima parte, quella che constatava l'innocenza del re, gli sembrava in particolare la più assurda. Così, assieme a Brissot, futuro elemento di spicco della Gironda, e all'entourage del duca di Orléans, redasse una petizione per chiedere la revoca del decreto. Lo scritto fu affisso sui muri della città affinché i cittadini lo firmassero, facendo pressione sul Parlamento.
Il 17 luglio, qualche migliaio di persone sfilò con il berretto frigio al Campo di Marte, sostenendo la petizione. La Fayette chiese che entrasse in vigore la legge marziale, accontentato dal sindaco Jean Sylvain Bailly. In serata, Bailly e il generale La Fayette giunsero sul luogo della manifestazione accompagnati da una truppa. Ne nacque una carneficina: il popolo, di fronte alla bandiera che annunciava la legge marziale e i fucili delle guardie, cominciò a lanciare sassi contro gli uomini della Comune. Forse dalla loro parte partì anche qualche colpo, e quando uno di loro fu colpito, i soldati replicarono a loro volta aprendo il fuoco. Morirono alcune decine di persone, tra cui molte donne.
Desmoulins, presagendo il peggio, aveva già pensato a un alibi per lui e per l'amico, sostenendo che quel giorno lo avrebbero passato nei dintorni della città, dove il padre di Gabrielle possedeva una tenuta. Dopo il massacro, Danton riparò ad Arcis e, per sfuggire al mandato di cattura emesso dalla Comune a suo carico, partì per l'Inghilterra assieme al patrigno Jean Recordain, soggiornando presso un medico repubblicano, Thomas Christie, e intrattenendo rapporti con Thomas Paine, considerato un eroe della Rivoluzione americana e già conosciuto al Club dei Giacobini. Dopo sei settimane oltremanica tornò a Parigi il 9 settembre 1791. Restò per un po' nell'ombra, malgrado la popolarità intatta di cui godeva agli occhi dei rivoluzionari e del popolo.
Se il 12 fu accolto da un'ovazione spontanea al Club dei Giacobini, non venne tuttavia eletto all'Assemblea legislativa. Tra i vari fattori che lo estromisero, oltre alla preclusione del voto per le classi meno abbienti, potrebbe avere avuto un ruolo la campagna svolta in quel periodo da Marat sulle colonne de L'ami du peuple, dove veniva richiesto a gran voce un dittatore, figura indispensabile in una fase di transizione che eliminasse i nemici della libertà. Il personaggio ideale, secondo Marat, sarebbe stato proprio Danton, nonostante questi si dissociasse apertamente.
In seguito a questo deludente risultato, Danton decise a sorpresa di lasciare nuovamente Parigi per passare un periodo nella natìa Arcis. Desmoulins, Fabre, Fréron e gli altri amici gli mostrarono i gravi pericoli di una simile scelta. Temevano infatti che il loro capo potesse perdere l'appoggio popolare, e venisse accusato di essere un émigré, un patriota passato al nemico, come si vociferava da qualche tempo nel salotto di Manon Roland, la cui popolarità andava crescendo. Tuttavia, Danton partì, desideroso di ritrovare l'amata campagna, la moglie e la propria famiglia. Inoltre, vi era anche un altro motivo per ritirarsi nella Champagne: la dissoluzione del Consiglio del re gli garantiva un compenso piuttosto elevato.
Il denaro guadagnato venne investito nell'acquisto di un terreno a mezzadria appartenuto alla Chiesa. Inoltre, Danton fece ristrutturare la dimora materna. Dopo varie settimane, in novembre, riprese la via della capitale. La Fayette e Bailly scomparvero dalla scena politica, ritenuti, nell'opinione popolare, i principali responsabili del massacro al Campo di Marte. In un contesto più favorevole, Danton venne eletto sostituto procuratore, carica che fruttava uno stipendio di 6.000 lire annue.
I mesi successivi videro un deterioramento dei rapporti tra la Francia, da un lato, e la Prussia e l'Austria dall'altro, rendendo gradualmente più viva l'ipotesi di una guerra nei territori di confine, in particolare in Lorena, nella Champagne e nella zona renana. Inizialmente riluttante, Danton si schierò in favore del conflitto, a differenza del leader giacobino Robespierre: « Voglio la guerra, è indispensabile; la guerra ci è necessaria; tuttavia, bisognava prima adoperare tutti i mezzi che ce l'avrebbero risparmiata ».

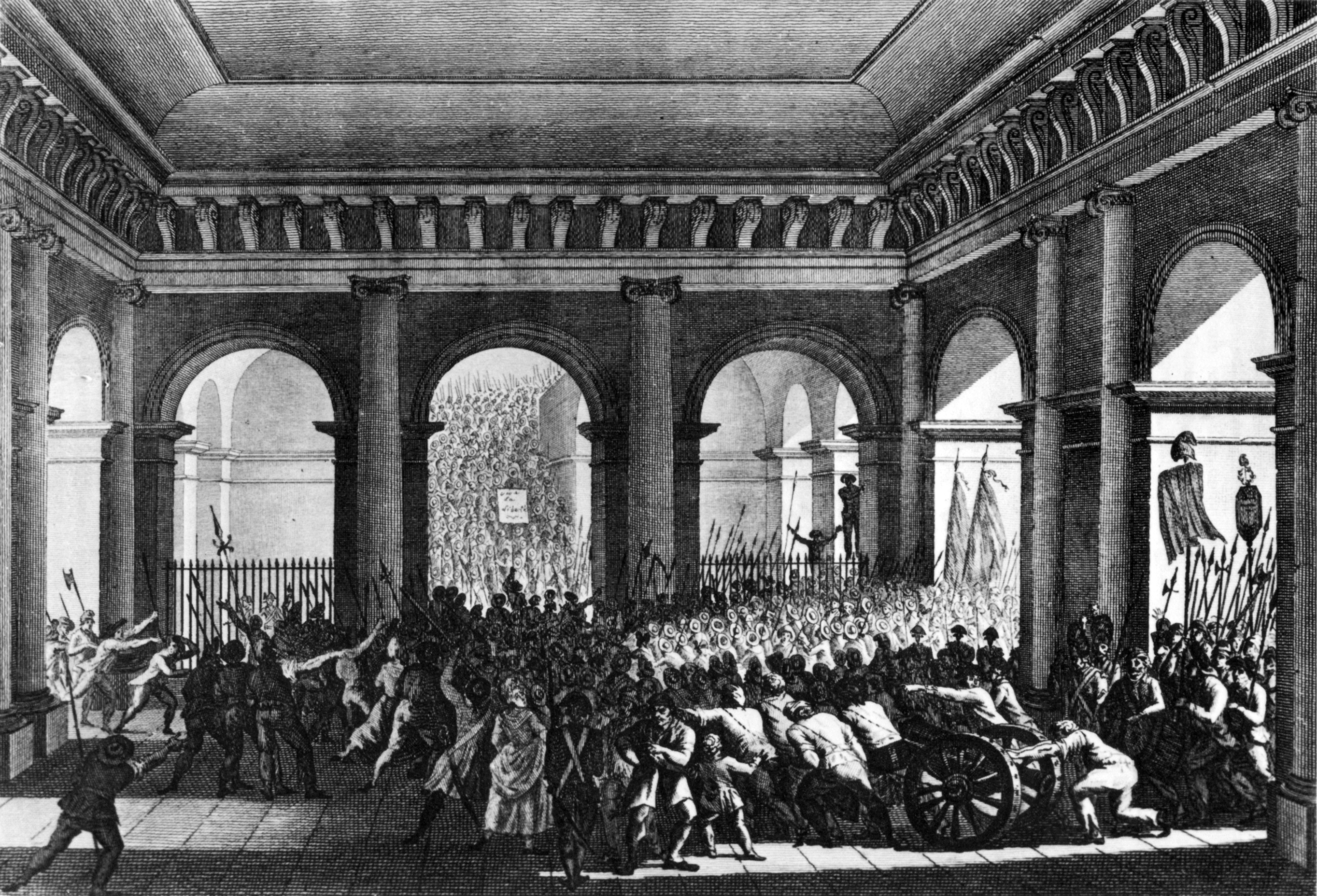
L'assalto del 20 giugno 1792, Museo della Rivoluzione francese.

Il 20 aprile 1792 la Francia entrò in guerra contro l'Austria, cui si affiancò pochi giorni dopo la Prussia, scesa a sua volta in campo. La fase iniziale non arrise ai transalpini, sconfitti in tutte le battaglie. L'andamento disastroso degli eventi bellici suscitò viva preoccupazione nella popolazione parigina, preoccupata di un possibile ingresso in città da parte delle truppe nemiche. In questo contesto, la paura spinse il popolo ad una caccia (che fece qualche vittima) a coloro che avessero manifestato simpatie monarchiche. Il sovrano aveva salutato con favore l'idea di una guerra, con la speranza, secondo molti, di vedere le proprie cariche ripristinate grazie all'aiuto straniero.
Con la tensione al massimo, la sezione del Théâtre-Français redasse assieme a tutte le altre una petizione che si presentava come un avvertimento al re. La petizione, cui Danton collaborò, era di tono minaccioso, e intimava al sovrano di non farsi illusioni su un aiuto proveniente dalle potenze europee. Legendre, accompagnato da un gran numero di sanculotti, fece irruzione alle Tuileries il 20 giugno, portando con sé il pezzo di carta. Luigi XVI, che cercò di mostrarsi conciliante in una situazione di grave pericolo, fu costretto ad indossare il berretto frigio.
Se fino a quel momento Danton aveva esitato ad accantonare l'ipotesi di una monarchia costituzionale, nell'estate ruppe gli indugi e si schierò apertamente a favore degli ideali repubblicani. Al Club dei Giacobini sostenne la necessità di « portare il Terrore in una corte perversa », facendo così per la prima volta riferimento ad una possibile svolta terroristica. Il 14 giugno, sempre ai Giacobini, dichiarò instaurata la legge di Publicola, secondo cui era lecito a ciascun cittadino uccidere un traditore della patria senza subire conseguenze penali, purché fosse in grado di dimostrare la cattiva fede della vittima.
Il 18 l'Assemblea legislativa riceveva una lettera con l'esplicito invito da parte del generale La Fayette - allora impegnato sul fronte orientale - di « annientare » i club rivoluzionari, nel rispetto delle autorità costituite e dell'inviolabilità regia. Quello stesso giorno Danton parlò con indignazione ai Giacobini, proponendo all'Assemblea di ordinare un immediato rientro dell'eroe dei due mondi, che avrebbe dovuto essere sottoposto ad un interrogatorio. La proposta, accettata, infiammò gli animi e sboccò nell'assalto del 20 giugno.
La Fayette comparve qualche giorno dopo dinanzi all'Assemblea. Danton preferì non assistere all'interrogatorio in quanto non era un membro del Manège, l'assemblea legislativa che si riuniva nel maneggio delle Tuileries. La Fayette ottenne di non essere sollevato dalle proprie funzioni ma, al contempo, non riuscì a imporre lo scioglimento dei club rivoluzionari. I Cordiglieri di Danton erano salvi.

### La Repubblica

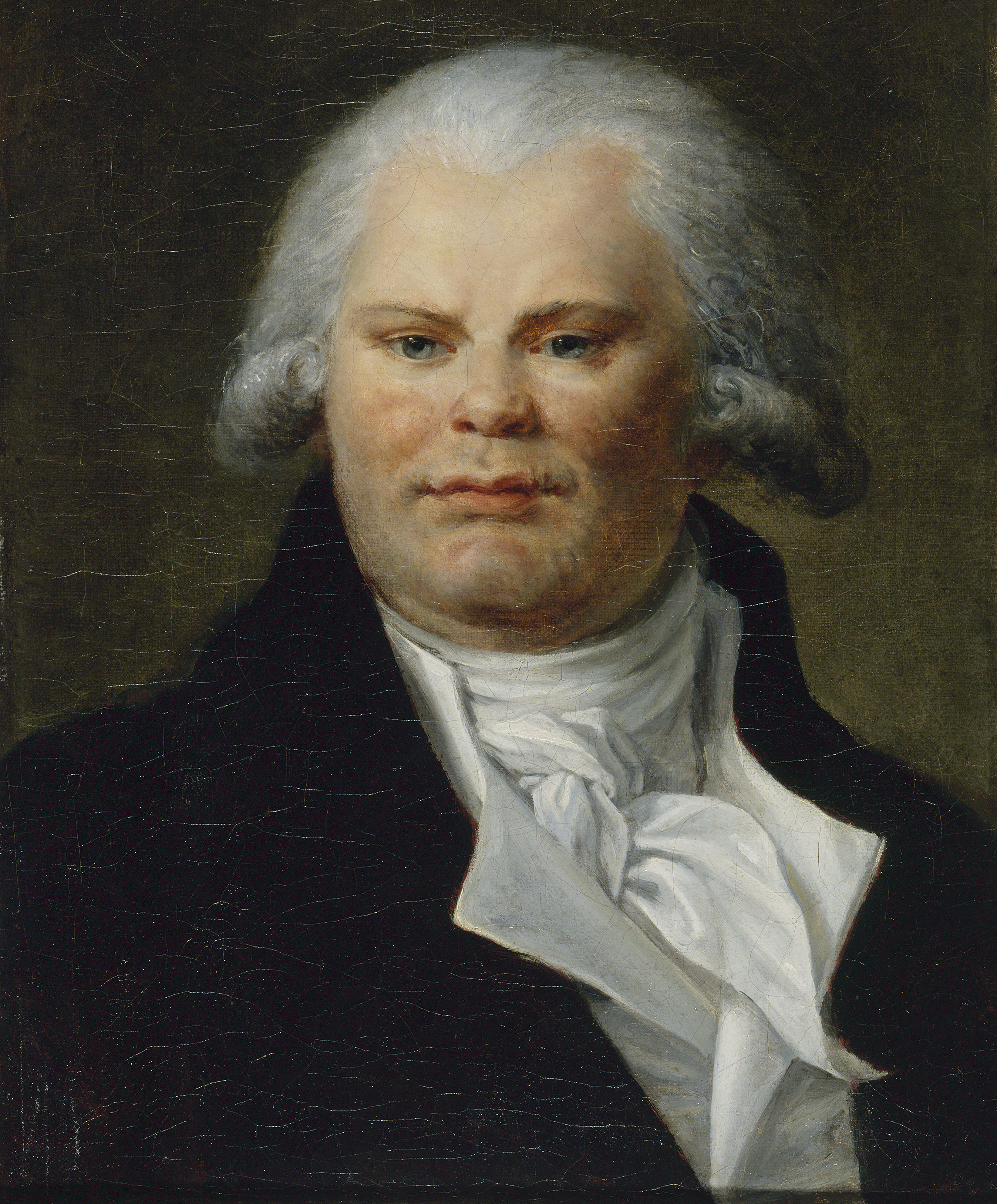
Uno dei due ritratti di Danton eseguiti da Constance-Marie Charpentier. Parigi, Museo Carnavalet

Il 25 luglio 1792, il duca di Brunswick, a capo dell'esercito prussiano e austriaco congiunti, firmò un violento manifesto contro la città di Parigi, minacciando una « vendetta esemplare », qualora il re, la regina o i membri della famiglia reale avessero subito « il minimo oltraggio ». In tal caso, prometteva supplizi ed esecuzioni militari. Danton capì che l'ora della Repubblica era venuta: destituendo il re e abbattendo la monarchia, 
i proclami del feldmaresciallo non avrebbero avuto più alcun potere.
Gli effetti suscitati dal perentorio ultimatum, reso noto il primo agosto, furono contrari a quelli sperati: i sanculotti e i borghesi si ribellarono violentemente. Nei medesimi giorni, inoltre, era ancora presente in città una nutrita schiera - circa seicento persone - di marsigliesi e bretoni accorsi nella capitale per celebrare il terzo anniversario della Presa della Bastiglia. Danton capì l'importanza di coinvolgerli nell'insurrezione antimonarchica e li invitò con successo ad unirsi a lui. La marcia militare intonata da questi patrioti divenne rapidamente popolare, e fu presto conosciuta come La Marsellaise, che diventerà l'inno francese.
Furono così pianificati i dettagli per la nuova insurrezione, talora definita « Seconda Rivoluzione francese », fissando il 10 agosto come data in cui dare l'assalto alle Tuileries e rovesciare la monarchia, eliminando anche le ultime vestigia dell'Ancien Régime. Conscio dei rischi e della possibilità di pagare con la vita un eventuale fallimento, Danton decise di tornare ad Arcis per salutare la madre e sistemare alcune questioni economiche. Il 6 agosto partì alla volta della località natìa. Davanti al notaio, Danton assicurò alla madre e al suocero il possesso della propria tenuta e, abbracciati i propri cari, riguadagnò la capitale alla vigilia del giorno tanto atteso.

L'assalto alle Tuileries, il 10 agosto 1792, sancì la fine della monarchia

Poco prima della mezzanotte, e quindi dell'inizio del fatidico 10 agosto, Danton si coricò stremato, ma poté dormire solo un'ora, svegliato da alcuni Cordiglieri giunti ad avvisarlo che l'insurrezione, guidata da sanculotti, borghesi, artigiani e federati marsigliesi e bretoni, entrava nel vivo. Danton si mise a dirigere le operazioni all'Hôtel de Ville, che finì presto nelle mani dei repubblicani, mentre a capo della guardia nazionale, forte di novecento svizzeri e dispiegata all'ingresso della Place du Carrousel, si trovava Jean-Antoine Mandat, al quale la Comune chiese ripetutamente di presentarsi di persona per riferire cosa stesse accadendo al palazzo delle Tuileries, posto sotto assedio.
Durante la notte, la famiglia reale seguiva con apprensione il corso degli eventi. Pare che la sorella del sovrano, Elisabetta, tentando di tranquillizzare il fratello e la regina, riponesse le proprie speranze in Danton. « Danton ci salverà », avrebbe infatti asserito, confidando in un rispetto della monarchia che, nel Cordigliere, si era manifestato per lungo tempo. Al mattino, Mandat entrò in conflitto con Danton, sostenendo che avrebbe trattato soltanto con una Comune costituita da « persone oneste », e il Cordigliere gli rispose: « Traditore, ti obbligherà ad obbedire, questa Comune, la quale salverà il popolo che tradisci e contro il quale cospiri assieme al tiranno ». Il comandante della guardia nazionale venne arrestato e tradotto all'Hôtel de Ville, dove fu ucciso.
L'assalto alle Tuilieries - cui Danton non partecipò in prima persona, come si è talvolta sostenuto - si concluse con l'arresto della famiglia reale e l'incarcerazione dei sovrani nella prigione del Temple. Alla fine della giornata, Danton riguadagnò la propria abitazione e si coricò, ma in piena notte fu svegliato da Desmoulins e Fabre d'Églantine, i quali gli annunciavano la sua elezione a ministro. In effetti, l'Assemblea aveva istituito un Consiglio esecutivo i cui membri avrebbero dovuto scegliere l'uomo cui affidare, nel nuovo governo, il ruolo preponderante. Danton, con 222 preferenze su 285, fu il più votato, e divenne ministro della Giustizia.

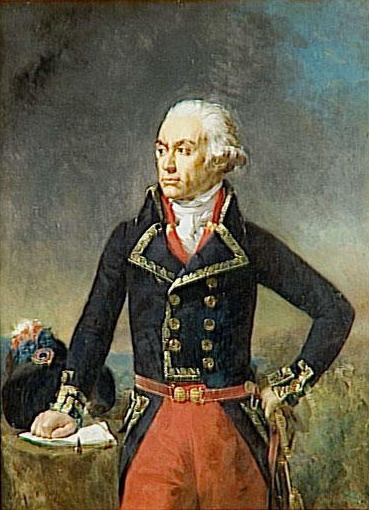
Charles-François Dumouriez

Il Cordigliere si presentò al Manège l'11 agosto per accettare l'incarico. Il suo primo discorso dinanzi all'Assemblea fu improntato all'ottimismo, nel tentativo di riportare l'ordine tra la popolazione. « In tutti i tempi della storia [...] laddove comincia l'azione della giustizia devono cessare le vendette del popolo », affermò. Garantita la sicurezza ai deputati che più si sentivano minacciati dalla nuova situazione, Danton diede la priorità alla questione bellica, conscio che solo una Francia alleggerita delle pressioni esterne poteva dar seguito agli ideali rivoluzionari. L'Assemblea, il cui ruolo nell'insurrezione del 10 agosto era stato alquanto marginale, capì a sua volta di doversi accordare con la nuova Comune e richiese la creazione di un nuovo parlamento. Il 20 settembre sarebbe nata la Convenzione nazionale.
Salito al potere, Danton sostenne la causa bellica, convinto che la guerra fosse necessaria per servire la Rivoluzione e assicurare alla Francia un governo pienamente indipendente. Inviò commissari nei dipartimenti con il compito di reclutare uomini e di requisire le armi in possesso di privati, in modo che fossero messe a disposizione dello Stato. « Coloro che sono armati », disse a fine agosto, « devono correre alle frontiere. Come hanno conservato la libertà, i popoli che l'hanno conquistata? Sono corsi a combattere il nemico, non l'hanno aspettato. Cosa direbbe la Francia, se Parigi attendesse l'arrivo del nemico? ».

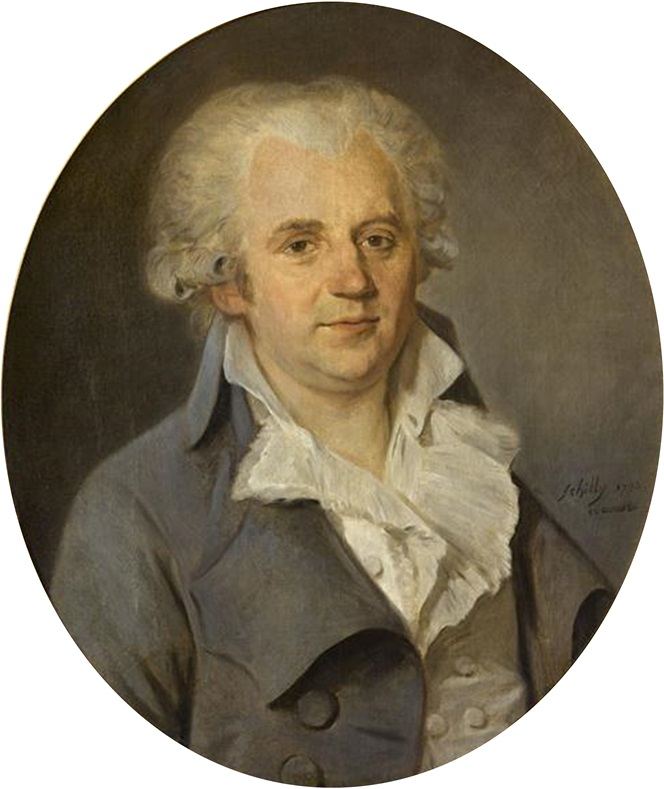
Danton ritratto da L.L. Schilly

Fu tra i principali sostenitori della formazione di un esercito comandato da Charles François Dumouriez per combattere la coalizione antifrancese. Prima del tradimento di Dumouriez, si recò più volte nelle Fiandre assieme a Delacroix, per incontrare il generale e sondare le sue intenzioni, dato che su di lui erano andati convergendo i sospetti della Convenzione nazionale.
Il 15 febbraio 1793, proprio durante una delle missioni fiamminghe, ricevette un breve messaggio: vi si annunciava la morte della moglie Gabrielle, deceduta a causa di un parto prematuro quattro giorni prima. Danton tornò subito a Parigi, giungendovi il 16. La donna era però già stata sepolta nel Cimitero di Sainte-Catherine, nel distretto Saint-Marcel; secondo alcuni storici, il Cordigliere avrebbe chiesto di far disseppellire il corpo, abbracciandolo in lacrime e baciandone ripetutamente il volto. Qualche mese più tardi Danton sposò la diciassettenne Louise Gély (1776-1856).
Il 6 aprile Danton divenne membro del Comitato di salute pubblica, l'organo esecutivo della nuova repubblica francese, in cui si impegnò per far terminare la guerra tra la Francia e le monarchie europee, grazie a una serie di azioni diplomatiche.
Sospettato di fare il doppio gioco, accusato di malversazione (in opposizione a Robespierre, l'Incorruttibile), fu estromesso dal Comitato di salute pubblica il 10 luglio 1793 - secondo Furet e Richet, dietro sua stessa richiesta - venendo nominato presidente della Convenzione. Rieletto il 5 settembre, torna a rifiutare il potere. A novembre si formò intorno a lui e a Camille Desmoulins un gruppo di moderati, gli "Indulgenti", che iniziò una campagna contro gli "Arrabbiati" di Jacques Roux e contro i seguaci di Hébert, i rivoluzionari più estremisti, mettendo sotto accusa anche il Comitato di Salute Pubblica, ormai dominato dai giacobini e da Robespierre.
Danton, che pure aveva manifestato opinioni antireligiose in passato, si schierò inoltre come Robespierre contro la scristianizzazione della Francia.

### L'arresto, il processo e l'esecuzione

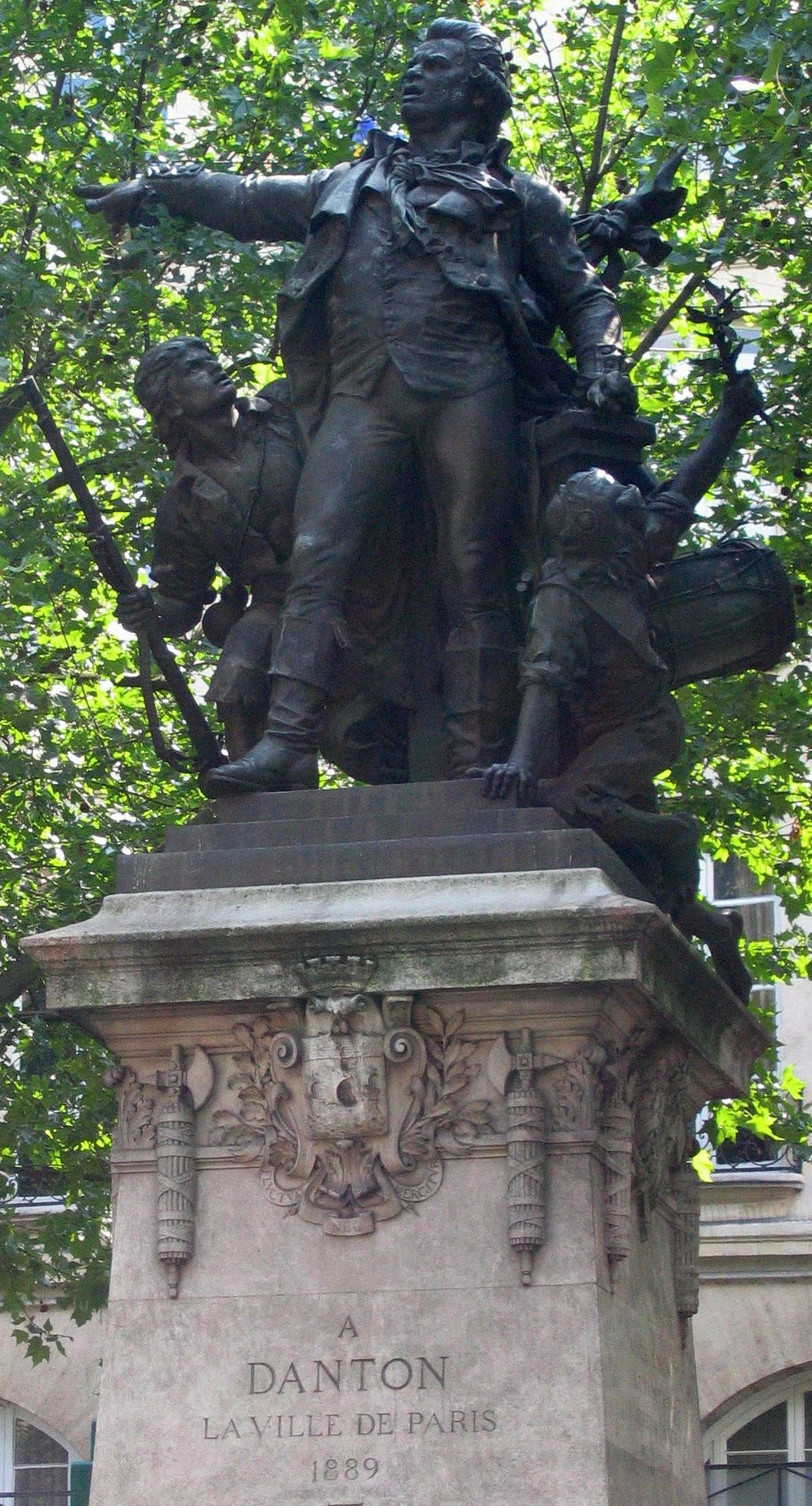
Monumento a Danton nel Boulevard Saint-Germain, a Parigi.

Nel marzo 1794 i giacobini diedero inizio ad arresti e a esecuzioni dei loro oppositori più estremisti, tra cui Hébert e i suoi seguaci. Subito dopo colpirono gli oppositori più moderati, i cosiddetti Indulgenti, accusati di modérantisme: Saint-Just attaccò duramente Danton davanti al Comitato di salute pubblica e al Comitato di sicurezza generale, chiamandolo "disertore di pericoli", e Billaud-Varenne ne chiese l'arresto.
Arrestato, nella notte tra il 30 e il 31 marzo, insieme a Desmoulins, Philippeaux e Lacroix, Danton fu tradotto nella prigione del Luxembourg e il 2 aprile comparve davanti al Tribunale, alla Conciergerie, assieme ad altri tredici accusati, cui se ne sarebbero aggiunti altri due. Oltre ai suddetti deputati, all'ex membro del Comitato di salute pubblica Hérault de Séchelles (accusato di aver divulgato informazioni segrete inerenti allo stesso Comitato, e di aver dato rifugio ad un émigré) e all'abate d'Espagnac, gli erano stati affiancati Delaunay, Chabot, Basire, i fratelli Junius ed Emmanuel Frey e l'amico Fabre d'Églantine, implicati nello scandalo della Compagnia delle Indie. Accanto ai fratelli moravi, la presenza del danese Deiderichsen e dello spagnolo Guzmán servì come pretesto per accusare Danton di "cospirazione dello straniero". Il giorno successivo comparve davanti alla giuria anche il generale Westermann, e il 4 aprile fu ascoltato Lhuillier, l'unico dei sedici ad essere assolto.
La pubblica accusa era rappresentata da Fouquier-Tinville e da Lescot-Fleuriot, futuro sindaco di Parigi. Presiedeva il Tribunale Martial Herman. Tra i giurati, presieduti da Trinchard, vi erano il medico di Robespierre, Souberbielle, e il pittore Topino-Lebrun. Gli appunti di quest'ultimo, rimasti sconosciuti per settant'anni, furono citati, in alcuni stralci, da Jean Robinet nel 1865 e pubblicati nel 1875. La loro importanza è notevole in quanto, benché incompleti, restituiscono - a differenza della versione redatta dal cancelliere del Tribunale Coffinhal nella quale vennero omesse alcune testimonianze e ne vennero alterate altre - un resoconto imparziale del processo.
Danton si autodifese con grande eloquenza, ma inutilmente: era ormai condannato, come egli stesso disse nella sua perorazione, che rimane tra i discorsi più importanti della Rivoluzione. Si tramanda - senza che vi siano prove inconfutabili per dimostrarlo - che le ultime parole pronunciate di fronte ad Herman, presidente del tribunale rivoluzionario, siano state:

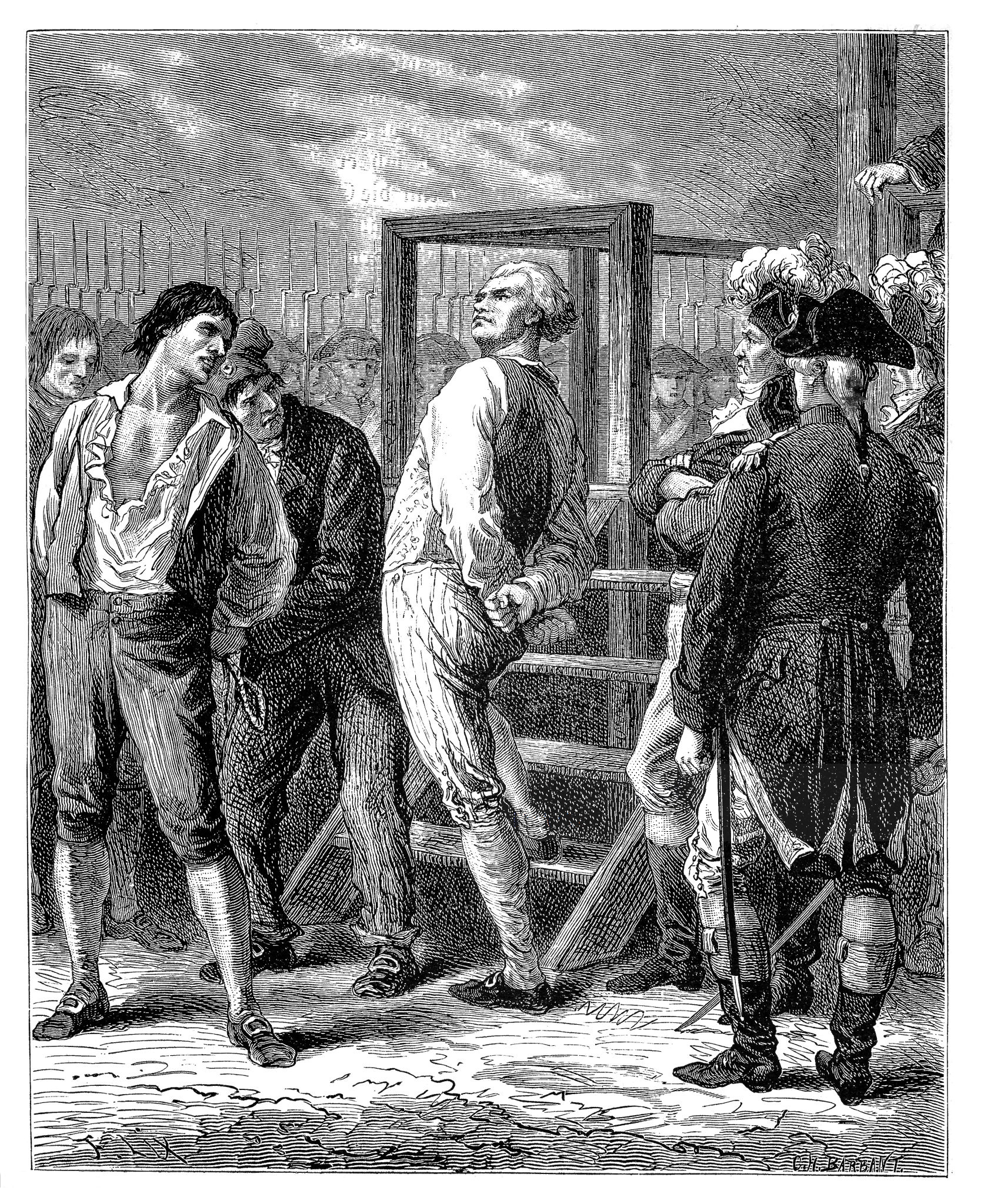
Esecuzione di Danton, incisione basata su un disegno di Frédéric Lix

Fu ghigliottinato il 5 aprile 1794. Rivolgendosi al boia Sanson disse:
(J. Michelet, Histoire de la Révolution française II, cit., vol. I, p. 809)
Il corpo venne inumato in una fossa comune del vecchio Cimitero degli Errancis, assieme ai corpi di Desmoulins, Chabot, Delacroix, Basire, Delaunay e d'Églantine.

## Cultura di massa
Danton è stato interpretato dall'attore Alexandre Koubitzky nel film Napoleone di Abel Gance del 1927, da Gérard Depardieu nel film Danton del 1983 e da Klaus Maria Brandauer nella miniserie televisiva La rivoluzione francese (1989).
A Georges Jacques Danton è stata dedicata la canzone La ghigliottina del rapper pugliese Caparezza. In questa canzone Caparezza immagina di rivolgersi al rivoluzionario francese, interrogandosi sul clima politico dell'epoca e sulle giuste modalità d'opposizione.